# Petites perceptions
Les petites perceptions est une théorie inventée par Leibniz, qui explique que l'esprit humain est incapable de saisir consciemment certaines perceptions. Cette théorie revient à dire que sur le modèle de l'intégrale mathématique, il faut traiter les quantités perçues, bien qu'infiniment petites puisque leur somme donne un résultat fini.

## Caractéristiques des petites perceptions
Selon Leibniz, plusieurs caractéristiques de ces perceptions peuvent expliquer qu'elles soient impossibles à saisir par la conscience :
- Trop petites (exemple : les ultrasons)
- Trop nombreuses (exemple : les différents instruments dans une symphonie)
- Trop unies (exemple : les différentes épices dans un plat)
- Trop habituelles (exemple : si je vis à côté d'une autoroute je finirai par tellement m'habituer au bruit des voitures que je ne les entendrai plus)[1]

## Perception et aperception
Selon Leibniz la perception est immédiate et spontanée, l'intellect n'y jouant aucun rôle. Au contraire l'aperception intervient après coup, à partir de la perception, et par réflexion.
Dans son exemple sur les vagues (Préface de Nouveaux Essais sur l'entendement humain), l'homme identifie le bruit de la vague en passant par la perception de bruits infiniment nombreux et infiniment petits des vaguelettes, des gouttes qui la composent, pour ensuite avoir conscience de ce qu'il entend dans l'ensemble (c'est l'aperception).
Leibniz explique donc que « Les perceptions insensibles sont aussi importants pour [la science de l’esprit, de l’âme] comme les corpuscules insensibles le sont pour la science naturelle, et il est tout aussi déraisonnable de rejeter l’un comme l’autre, sous prétexte qu'ils sont hors de portée de nos sens ».